# El Desdichado
El Desdichado (hiszp. Nieszczęsny) – sonet francuskiego poety romantycznego Gérarda de Nervala, wchodzący w skład cyklu Les Chimères (Chimery) opublikowanego w 1854. Wiersz jest napisany aleksandrynem i rymuje się abab abab cdd cee.

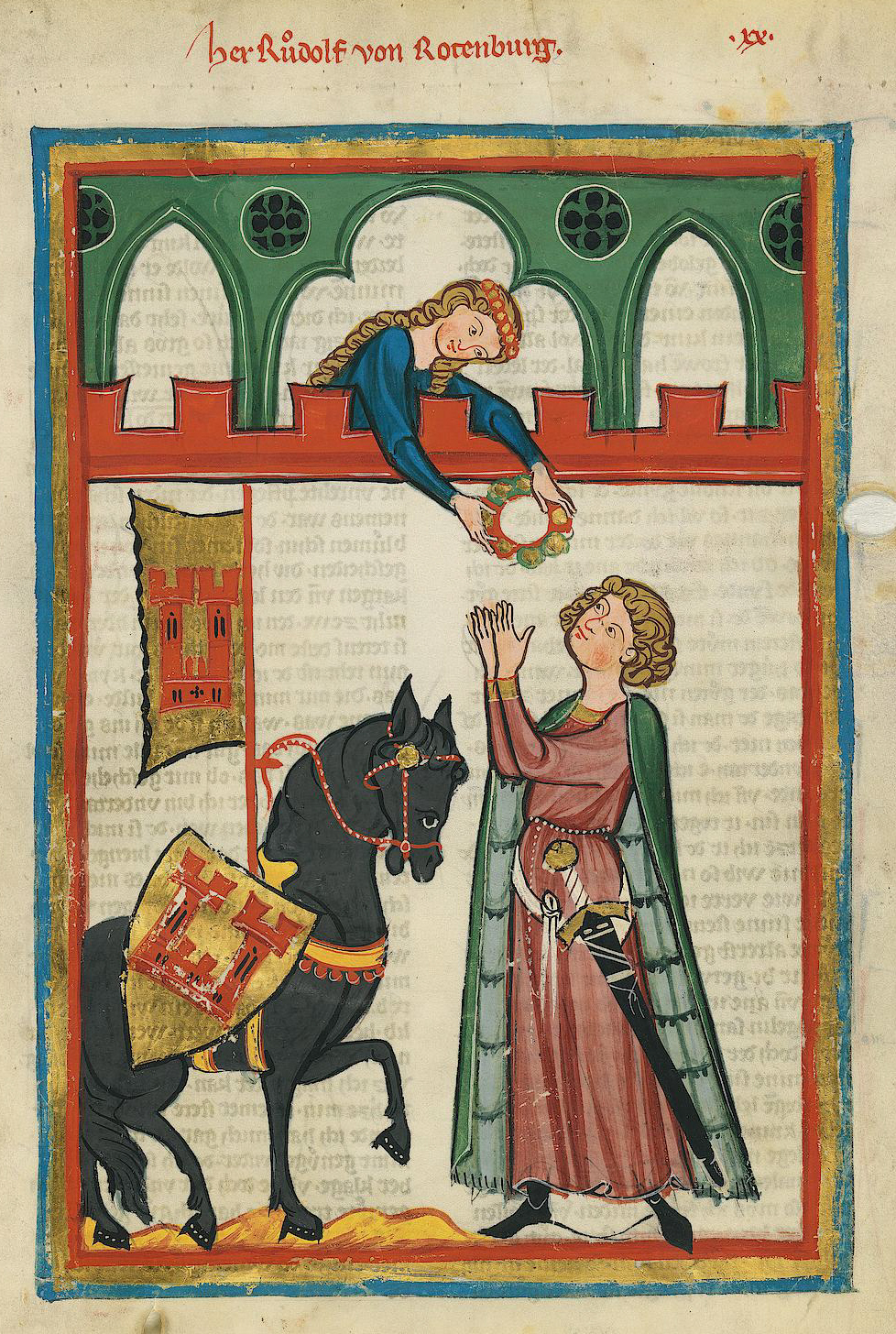
„Le Prince à la Tour” (wers 2), czyli w języku heraldyki: „książę mający w herbie wieżę”, Codex Manesse, folio 54.

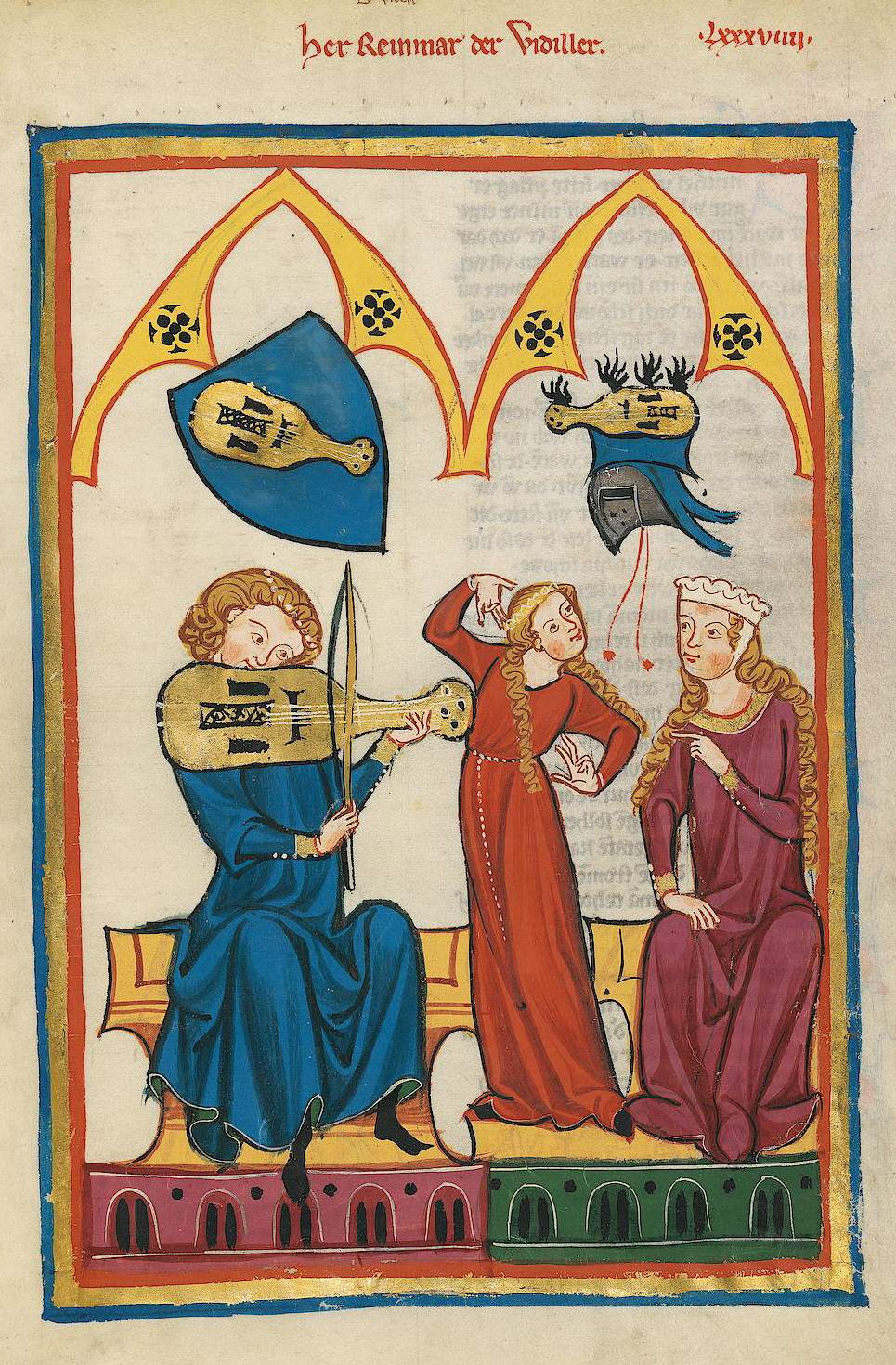
„mon luth porte le Soleil noir” (wers 3–4) – czarne słońca na wizerunku lutni (lub wioli), Codex Manesse, folio 312.

## Powstanie
Sonet powstawał w 1853 roku, w okresie gdy poeta regenerował się po przebytym załamaniu nerwowym. Znane są jego cztery rozwojowe wersje: wersja z Le Mousquetaire z 10 grudnia 1853 roku, rękopisy Lobarda i Eluarda oraz druga publikacja w Les Filles du feu z 1854 roku, przy czym ich kolejność nie została jednoznacznie ustalona. Wersje te różnią się głównie interpunkcją oraz użyciem wielkich liter, w rękopisie Eluarda utwór nosi tytuł Le Destin (pol. Los).

## Inspiracje
Według Michela Pastoureau główną inspiracją do powstania sonetu były ilustracje znajdujące się w Codex Manesse – zbiorze XII- i XIII-wiecznych poetów niemieckich. Nerval mógł się z nim zapoznać bezpośrednio w często odwiedzanej przez niego paryskiej Bibliotece Narodowej, gdzie kodeks ten przebywał do 1888 roku. Mógł też korzystać z jednego z wielu dostępnych faksymile. Historyk znalazł odniesienia do średniowiecznych ilustracji w dziewięciu z czternastu wersów sonetu. Wskazuje on między innymi na wyrażenia zaczerpnięte z heraldyki odnoszące się do konkretnych herbów z miniatur. Do innych graficznych źródeł inspiracji należeć mogła Melancholia autorstwa Albrechta Dürera. Tytuł utworu El Desdichado (pol. Nieszczęsny) został zaczerpnięty z Ivanhoe Waltera Scotta .

## Tłumaczenia
Utwór przekładali na język polski Adam Ważyk i Jadwiga Dackiewicz.